# Strossmayeria australiensis
Strossmayeria australiensis är en svampart som beskrevs av J. Fröhl. & K.D. Hyde 2000. Strossmayeria australiensis ingår i släktet Strossmayeria och familjen Helotiaceae.   Inga underarter finns listade i Catalogue of Life.